# Respirație în tandem
Respirația în tandem este un procedeu folosit în caz de urgență, în care doi scafandri respiră aer din aceeași butelie cu aer comprimat.
Procedeul este folosit atât în caz de urgență în vederea ridicării rapide la suprafața apei, cât și ca procedeu de salvare în cazul unor scufundări cu grad ridicat de periculozitate cum ar fi peșteri, epave, sub gheață, sau în zone de vegetație subacvatică.
Respirația în tandem este o metodă de a reveni la suprafață în siguranță în cazul apariției unei defecțiuni la aparatul de respirat sau datorită greșelilor scafandrului de a planifica în mod corect scufundarea.
Respirația în tandem începe atunci când se descoperă nevoia de aer a unui scafandru (primitorul), care folosind semnul convențional pentru lipsa de aer, (prin mișcarea mâinii sau a degetului de-alungul gâtului), înștiințează un alt scafandru (donatorul) că are nevoie de ajutor. 
Respirația în tandem se poate efectua în două modalități:
- respirarea de aer din aceeași butelie și același detentor prin pasarea alternativă a etajului II între cei doi scafandri
- respirarea de aer din aceeași butelie și din detentoare diferite, atunci când scafandrul donator dispune de un detentor de rezervă.

## Respirația în tandem de la același detentor
Scafandrul donator trebuie să preia controlul și să stabilească ritmul respirației și al ridicării către suprafață. Cei doi scafandrii trebuie să se coordoneze în așa fel încât fiecare să inspire aer o dată sau de două ori prin piesa bucală înainte de a preda detentorul colegului.
Donatorul trebuie să se poziționeze în fața scafandrului primitor pentru a păstra contactul vizual cu acesta. Fiecare din cei doi scafandri trebuie să se prindă cu mâna liberă de harnașamentul celuilalt. După ce și-au stabilit ritmul respirației, o poziție stabilă și o flotabilitate nulă sau ușor pozitivă cu ajutorul vestei de salvare, se începe ridicarea către suprafața apei folosind labele și expirând ușor între inspirații pentru a se evita creșterea presiunii aerului din plămâni față de presiunea exterioară a apei, care scade continuu pe măsura scăderii adâncimii de imersie și apropierii de suprafață. 
Înainte de a fi folosit pentru inspirație, etajul II trebuie golit de apă, fie prin apăsare pe butonul de purjare, fie prin suflare de aer, pentru a nu se inspira apa pătrunsă în interiorul acestuia.

## Respirația în tandem din detentorul de rezervă
Atunci când scafandrul donator are un detentor de rezervă, ridicarea se face mai ușor și mai în siguranță, scafandrul primitor respirând aer prin detentorul de rezervă al donatorului.
Pentru efectuarea în cele mai bune condiții a acestei manevre, se recomandă folosirea unui detentor de rezervă.
Dacă respirația în tandem se face în timpul deplasării orizontale, donatorul se va poziționa lângă primitor, puțin mai jos și îi va oferi, cu una din mâini, muștiucul detentorului, ținându-l cu cealaltă mână de harnașament. Când primitorul ia muștiucul, donatorul se ridică ușor la nivelul acestuia.
În timpul manevrei de respirație în tandem trebuie avut în vedere faptul că rezerva de aer a scafandrului donator poate fi și ea aproape epuizată. De aceea, ambii scafandri trebuie să fie pregătiți, ca la terminarea rezervei de aer, să întrerupă respirația în tandem și să continue urcarea spre suprafață în apnee, expirând continuu aerul din plămâni.
Respirației în tandem necesită o bună coordonare a ambilor scafandri și multă concentrare din partea acestora. Pentru a fi bine însușit și corect aplicat, procedeul trebuie exersat în bazin, cu alți scafandri și cu diferite tipuri de detentoare.